# Ficus leonensis
Ficus leonensis är en mullbärsväxtart som beskrevs av Hutchinson. Ficus leonensis ingår i släktet fikonsläktet, och familjen mullbärsväxter. Inga underarter finns listade i Catalogue of Life.